# 林雨潤
林雨潤（？—？），字伯珎，號浴蒼，福建镇海衛軍籍（漳州漳浦县马坪镇）人，明朝政治人物。

## 生平
万历二十五年（1597年）丁酉科福建乡试舉人，三十二年（1604年）甲辰科进士，户部觀政，初授定陶县知县，调任聊城县，三十五年丁憂，三十八年起補雄县知县。四十三年考選南京科道。